# Vent ionique
Pour les articles homonymes, voir Vent (homonymie).
Un vent ionique, ou vent d'ions, ou encore vent coronal est un courant d'un fluide ionisé généré par un fort champ électrique. 

## Découverte
Francis Hauksbee, curateur des instruments pour la Royal Society de Londres, enregistra en 1709 le premier rapport sur les vents électriques.  Dans les années 50, à l'occasion d'un regain d'intérêt pour ces phénomènes, Myron Robinson procéda à un inventaire bibliographique et une revue de la littérature exhaustifs.

## Principe
Les charges électriques des conducteurs résident entièrement sur leurs surfaces externes (voir Cage de Faraday), et tendent à se concentrer plutôt aux extrémités (sommets et arêtes) pointues que sur les surfaces régulières. Ceci signifie que le champ électrique généré par une charge sur un sommet conducteur aigu est beaucoup plus fort que le serait le champ généré par la même charge affectant un gros noyau conducteur sphérique et lisse. Lorsque cette force de champ électrique excède ce qu'on connaît sous le nom de gradient de voltage d'inception de décharge corona (CIV), elle ionise l'air vers l'extrémité de la pointe, et l'on peut dans l'obscurité observer un faible jet de plasma violet sur l'extrémité conductrice. L'ionisation des molécules d'air proches résulte de la génération de molécules d'air ionisées ayant la même polarité que celle des extrémités chargées.
Subséquemment, l'extrémité repousse un nuage d'ions identiquement chargés, qui s'étend immédiatement, du fait de la répulsion entre les ions eux-mêmes. Cette répulsion crée un vent électrique par effet d'entrainement des neutres par les ions, parfois accompagné d'un sifflement dû au changement de la pression de l'air situé à proximité de l'extrémité.

## Limitations et utilisations
Le vent ionique associé à une configuration d'électrode élémentaire (une seule pointe ou un seul fil) est un exemple de propulseur électrohydrodynamique (EHD) où l'ionisation est obtenue au voisinage du conducteur à faible courbure par un champ électrique localement très intense (effet de pointe précédemment décrit). On peut démontrer pour les systèmes EHD en général que la force nette générée par unité de surface est au mieux identique à la pression électrostatique. Notons pour commencer que la force est importante dans la zone où des charges d'une seule polarité sont présentes et est nulle à l'intérieur d'un plasma en équilibre électrique. Dans un deuxième temps on peut aussi noter que les ions sont très rapidement accélérés (au bout de quelques collisions) et atteignent une vitesse stable sur la très grande majorité de leur parcours que l'on appelle vitesse de dérive. N'étant pas accélérés (en moyenne), ils transmettent l'intégralité de leur quantité de mouvement acquise dans le champ aux atomes ou molécules neutres. Ainsi on peut considérer que le mouvement des ions ne participe pas directement la propulsion et que ces derniers se contentent de transmettre la force de Coulomb aux particules neutres. Une force de recul égale et opposée s'appliquant selon le prince de l'action réaction sur le système d'électrodes. La vitesse de dérive des ions par rapport aux particules neutres est similaire à un frottement et conduit à une dissipation importante qui réduit très fortement le rendement des systèmes EHD en général. Par ailleurs, la pression électrostatique que l'on peut atteindre avant claquage diélectrique étant très faible dans les conditions atmosphériques standard, les applications de l'EHD restent très limitées. 
On peut citer les "lifters" inspirés par Thomas Townsend Brown qui permettent de soulever péniblement des dispositifs de quelques grammes pour des consommations électriques de plusieurs dizaines de W. Le refroidissement des microprocesseurs à l'aide du vent électrique a aussi été envisagé mais reste très marginal. Une des applications plus prometteuse en aéronautique étant une possible interaction entre vent ionique et couche limite pour retarder par exemple le point de décollement de l'écoulement de la paroi, ou contrôler la turbulence afin de réduire ou augmenter la trainée aérodynamique.  
Par ailleurs il ne faut pas confondre vent ionique et système EHD en général avec les propulseurs ioniques utilisés pour la propulsion des vaisseaux spatiaux. Dans de tels propulseurs les ions ne sont pas freinés par les collisions avec les neutres et accélèrent indéfiniment (dans la zone où le champ électrique est présent), ces derniers obéissent aux mêmes lois que les moteurs fusées dans le vide.
En 2018, une équipe de chercheurs du Massachusetts Institute of Technology a construit et fait voler avec succès le tout premier prototype d'avion propulsé par vent ionique.